# Dalbergia menoeides
Dalbergia menoeides är en ärtväxtart som beskrevs av David Prain. Dalbergia menoeides ingår i släktet Dalbergia, och familjen ärtväxter. IUCN kategoriserar arten globalt som otillräckligt studerad. Inga underarter finns listade i Catalogue of Life.